# ЭТЦ-1607
ЭТЦ-1607 — цепной траншейный экскаватор, производившийся в 1990—1991 годах Мыйзакюласким филиалом производственного объединения «Таллэкс» на базе пневмоколёсного трактора МТЗ-82. Является дальнейшим развитием предыдущей модели ЭТЦ-165А. После приватизации «Таллэкса» мыйзакюлаский завод продолжает выпуск обновлённой модели под индексом ЭТЦ-1607-01. Основной задачей машины является создание траншей прямоугольного сечения под укладку кабелей и трубопроводов небольшого диаметра. Сокращение ЭТЦ означает Экскаватор Траншейный Цепной, в индексе 1607 первые две цифры указывают глубину отрываемой траншеи в дециметрах (то есть 1,6 метра), последние — номер модели.

## История
В 1959 году на Таллинском экскаваторном заводе было развёрнуто производство лёгких цепных траншейных экскаваторов ЭТН-123 на базе пневмоколёсных тракторов МТЗ-5. В 1961 году производство было перенесено в Мыйзакюла, где был организован филиал (Мыйзаклюаский цех) головного предприятия. Между 1961 и 1989 годом в Мыйзакюла последовательно производились траншейные экскаваторы моделей ЭТН-124 (на базе трактора МТЗ-5ЛС/МС), ЭТЦ-161 (на базе МТЗ-50), ЭТЦ-165 (на базе МТЗ-82) и, наконец, ЭТЦ-165А. За эти годы удалось существенно повысить производительность траншейных экскаваторов, их надёжность и эксплуатационные качества. Последняя из моделей стала основой всех дальнейших вариантов, также от ЭТЦ-165 унаследованы основные черты до сих пор выпускаемых в России навесных агрегатов для траншеекопателей.
В 1990 году в Мыйзакюла началось производство следующей модификации экскаватора ЭТЦ-165А на базе трактора МТЗ-82, она получила индекс ЭТЦ-1607. Производство продолжалось до 1991 года, было изготовлено 858 машин. В 1992 году «Таллэкс» был приватизирован, выпуск экскаваторов на головном предприятии прекращён. Мыйзакюлаский машиностроительный завод стал автономным предприятием, но выпуск траншейных экскаваторов удалось сохранить. Было продолжено производство модели ЭТЦ-1607 с некоторыми изменениями конструкции, экскаватор продолжает выпускаться под индексом ЭТЦ-1607-1. ФГУП «Дмитровский экскаваторный завод» (город Дмитров, Россия) выпускает аналогичную модель ЭТЦ-1609, существующую в нескольких вариантах.

## Технические особенности
Цепной траншейный экскаватор ЭТЦ-1607 в целом аналогичен экскаватору модели ЭТЦ-165А. Он представляет собой самоходную землеройную машину со скребковым рабочим органом. Экскаватор предназначен для отрытия траншей шириной 0,2—0,4 метра. Рабочий орган навешивается сзади на базовый трактор МТЗ-82.1. Впереди машины установлен бульдозерный отвал для закапывания траншеи и разравнивания грунта. При работе экскаватор движется вдоль отрываемой траншеи, глубина траншеи регулируется углом опускания рабочего органа. Подъём и опускание рабочего органа производится с помощью одного гидроцилиндра, управление перекосом, поворотом и подъёмом отвала осуществляется с помощью трёх гидроцилиндров. Отвал ЭТЦ-165 может поворачиваться в обе стороны на углы до 45 градусов и выдвигаться в сторону за колесо. Экскаватор снабжён гидромеханическим ходоуменьшителем.
Рабочий орган представляет собой однорядную втулочно-роликовую бесконечную цепь, расположенную на раме. Цепь снабжена ножами для резания грунта и скребками для выноса его из отрываемой траншеи. Заменой ножей и скребков можно устанавливать ширину траншеи на 0,2 м, 0,27 м и 0,4 м. Цепь огибает ведущую звёздочку (смонтирована на редукторе привода рабочего органа) и направляющую звёздочку, снабжённую натяжным устройством. На раме расположены также два опорных ролика. Корпус привода рабочего органа крепится к заднему мосту базовой машины. Привод рабочего органа осуществляется через редуктор, вращаемый от привода заднего вала отбора мощностии и обеспечивающий четыре рабочие скорости рабочей цепи. Для предохранения трансмиссии от поломок при встрече рабочего органа с непреодолимым препятствием в приводе рабочего органа устанавливается предохранительная муфта. Сверху рамы закреплёна штанга с башмаком, предназначенным для зачистки дна отрываемой траншеи. Удаление грунта с бермы траншеи производится с помощью двух шнековых конвейеров, устанавливаемых на раме в положении, определяемом глубиной копания и приводимых в действие рабочей цепью.

### ЭТЦ-1607-1
Базовым трактором модели ЭТЦ-1607-1 может служить МТЗ-82УК, МТЗ-820 или МТЗ-920, он может комплектоваться дополнительным оборудованием. К нему относится баровый рабочий орган для мёрзлых и прочных грунтов (глубина копания 1,3 метра, ширина траншеи 0,14 метра); цепь «аллигаторного» типа для мёрзлых и вечномёрзлых грунтов, для прорезания асфальта и для грунтов с включениями мягких скальных пород и застывшего цементного раствора (глубина копания 1,1; 1,3 и 1,6 метров, ширина траншеи 0,25 метров); двойная фреза-асфальторез для мёрзлых, прочных грунтов и асфальтового покрытия. Возможна также комплектация фронтального погрузчика (ЭТЦ-1607-650).

## Основные характеристики
В таблице приведены основные технические характеристики экскаватора ЭТЦ-1607-1. Для сравнения рядом приводятся характеристики ЭТН-165.
| Модель                              | ЭТЦ-165                                     | ЭТЦ-1607-1                                  |
| ----------------------------------- | ------------------------------------------- | ------------------------------------------- |
| Базовая машина                      | МТЗ-82                                      | МТЗ-82УК, МТЗ-820, МТЗ-920                  |
| Глубина траншеи, м                  | 1,600                                       | 1,600                                       |
| Ширина траншеи, м                   | 0,2; 0,27; 0,4                              | 0,2; 0,27; 0,4                              |
| Марка двигателя                     | Д-240                                       | Д-243                                       |
| Мощность двигателя, л. с. (кВт)     | 80 (59)                                     | 81 (60)                                     |
| Рабочая скорость, м/ч               | 20—1150                                     | 20—800                                      |
| Транспортная скорость, км/ч         | 1,89—33,9                                   | 2,4—34,3                                    |
| Регулирование рабочей скорости      | гидравлическое                              | гидравлическое                              |
| Регулирование транспортной скорости | механическое                                | механическое                                |
| Тип рабочего органа                 | скребковая цепь                             | скребковая цепь                             |
| Скорость рабочей цепи, м/с          | 0,65; 1,19; 1,22; 2,21                      | 0,83—2,14                                   |
| Механизм подъёма рабочего органа    | гидравлический                              | гидравлический                              |
| Способ удаления грунта              | шнековый конвейер, в обе стороны от траншеи | шнековый конвейер, в обе стороны от траншеи |
| Транспортная длина, м               | 6,000                                       | 7,200                                       |
| Транспортная ширина, м              | 2,450                                       | 2,290                                       |
| Транспортная высота, м              | 3,370                                       | 2,280                                       |
| Масса, кг                           | 5800                                        | 6250 (МТЗ-82) 6700 (МТЗ-920)                |
| Тип движителя                       | колёсный                                    | колёсный                                    |